# Maria Eckertz
Maria Augusta Theresia Theodora Eckertz, geborene Flerlage (* 21. Dezember 1899 in Hamburg; † 19. Dezember 1969 in Köln) war eine deutsche Politikerin der Kommunistischen Partei Deutschlands (KPD) und Widerstandskämpferin gegen den Nationalsozialismus. Sie war 1932/33 Abgeordnete des Preußischen Landtags und 1946 Stadtverordnete in Köln.

## Leben
Eckertz, Tochter des Obertelegrafensekretärs Theodor Flerlage, besuchte ein Hamburger Lyzeum und war danach als Telefonistin tätig. 1921 heiratete sie den Volksschullehrer Theodor Eckertz (1896–1984) und ging mit ihm nach Köln. 1927 trat sie in die KPD ein und wurde zum Mitglied des Bezirksvorstands der Roten Hilfe Deutschlands (RHD) gewählt.
1932 wurde Eckertz im Wahlkreis Köln-Aachen für die KPD in den Preußischen Landtag gewählt, dem sie bis zur Machtübernahme der Nationalsozialisten und dem Verbot kommunistischer Betätigung im März 1933 angehörte. Im April 1933 wurde sie festgenommen und ohne Urteil bis zum 15. August 1934 in sogenannter Schutzhaft festgehalten. Ihr Ehemann war von 1933 bis 1938 inhaftiert und wurde schwer misshandelt.
1936 wurde Eckertz erneut mehrfach verhaftet, aber wieder entlassen. Von 1937 bis 1939 war sie als Textilarbeiterin und danach bis 1944 bei einer Baufirma in Köln tätig. Nach der Rückkehr ihres Ehemannes stand das Paar unter intensiver Beobachtung der Geheimen Staatspolizei (Gestapo). 1939 wurde Theodor Eckertz erneut verhaftet. 1944 wurde auch Maria Eckertz festgenommen und im KZ Ravensbrück interniert. Am 25. April 1945 konnte sie sich einem Transport von 4000 polnischen Häftlingen anschließen, die durch erfolgreiche Verhandlungen Graf Folke Bernadottes mit dem nationalsozialistischen Deutschen Reich nach Schweden gelangen konnten und dadurch die Konzentrationslager überlebten.
Nach dem Ende des Zweiten Weltkriegs war Eckertz schwer an Tuberkulose erkrankt und kehrte erst im März 1946 nach Deutschland zurück. 1946 wurde sie in Köln zur Stadtverordneten ernannt. Danach trat sie politisch nicht mehr in Erscheinung.
Eckertz starb zwei Tage vor ihrem 70. Geburtstag in ihrer Wohnung in Köln-Dünnwald.